# Lützelau
Lützelau är den mindre av de två öarna i Zürichsjön i Schweiz. Den ligger i kommunen Freienbach i kantonen Schwyz, nära orten Pfäffikon SZ. Ön ägs av kommunen Rapperswil-Jona, men ligger alltså inte inom kommunens område. Ön omnämns för första gången 741 och 744 i samband med ett nunnekloster. Vid en utgrävning 1964 hittade man lämningar av klostret. I dag är ön ett naturskyddsområde.